# Pegasti volkec
Pegasti volkec (znanstveno ime Euroleon nostras) je žuželka iz družine volkcev, ki je razširjena po večini Evrope Odrasla žuželka v dolžino doseže do 30 mm, preko kril pa meri do 70 mm. Ličinke v peščenih tleh izkopljejo lijake, v katerih prežijo na plen, saj se prehranjujejo za različnimi manjšimi talnimi nevretenčarji.